# Інада Томомі
Томомі Інада (яп. 稲田 朋美; нар. 20 лютого 1959, Етідзен, префектура Фукуй) — японський політик, міністр оборони Японії з 2016 по 2017 рік.

## Біографія
У 1981 р. вона закінчила юридичний факультет Університету Васеда, з 1985 р. працювала адвокатом.
З 2005 р. — член Палати представників.
У 2009 р. — голова Ліберально-демократичної партії префектури Фукуй.
З 2010 р. — заступник генерального секретаря Ліберально-демократичної партії.
З 2012 р. — міністр у справах адміністративної реформи, міністр у справах реформи державної служби, міністр у справах стратегії Cool Japan, міністр у справах ініціативи Challenge Again, державний міністр у справах реформи і регулювання.
З 2014 р. очолювала Раду політичних досліджень Ліберально-демократичної партії.